# Andreas Schluchter
Andreas Schluchter (Schönenbuch, 1957. augusztus 3.–?) svájci nemzetközi labdarúgó-játékvezető.

## Pályafutása

### Nemzeti játékvezetés
Játékvezetésből Arlesheimben vizsgázott. Vizsgáját követően a Baseli Kanton Labdarúgó-szövetsége által üzemeltetett labdarúgó bajnokságokban kezdte sportszolgálatát[forrás?]. A Svájci Labdarúgó-szövetség Játékvezető Bizottságának (JB) minősítésével a Challenge League, majd a Super League játékvezetője. Küldési gyakorlat szerint rendszeres 4. bírói szolgálatot is végzett. Az nemzeti játékvezetéstől 2001-ben visszavonult.

#### Nemzeti kupamérkőzések
Vezetett kupadöntők száma: 1.

##### Svájci labdarúgókupa
| Időpont         | Helyszín               | Mérkőzés típusa | Mérkőzés                       | Eredmény | Nézők száma |
| --------------- | ---------------------- | --------------- | ------------------------------ | -------- | ----------- |
| 1998. június 1. | Wankdorf stadion, Bern | döntő           | FC Lausanne-Sport–FC St.Gallen | 2 – 2    | 25 000      |

### Nemzetközi játékvezetés
A Svájci labdarúgó-szövetség JB terjesztette fel nemzetközi játékvezetőnek, a Nemzetközi Labdarúgó-szövetség (FIFA) 1996-tól tartotta nyilván bírói keretében. A FIFA JB központi nyelvei közül a németet beszéli. Több nemzetek közötti válogatott, valamint Intertotó-kupa, Kupagyőztesek Európa-kupája és UEFA-kupa klubmérkőzést vezetett, vagy működő társának 4. bíróként segített. A svájci nemzetközi játékvezetők rangsorában, a világbajnokság-Európa-bajnokság sorrendjében többedmagával a 12. helyet foglalja el 4 találkozó szolgálatával. A nemzetközi játékvezetéstől 2001-ben búcsúzott. Válogatott mérkőzéseinek száma: 7.

#### Labdarúgó-világbajnokság
A 2002-es labdarúgó-világbajnokságon a FIFA JB bíróként alkalmazta.Selejtező mérkőzéseket az UEFA zónában irányított. 
| Időpont             | Helyszín                      | Mérkőzés típusa           | Mérkőzés              | Eredmény | Nézők száma |
| ------------------- | ----------------------------- | ------------------------- | --------------------- | -------- | ----------- |
| 2000. szeptember 2. | Skonto Stadion, Riga          | előselejtező (6. csoport) | Lettország–Skócia     | 0 – 1    | 9 500       |
| 2000. október 6.    | Köztársasági Stadion, Jereván | előselejtező (5. csoport) | Örményország–Norvégia | 1 – 4    | 9 000       |

#### Labdarúgó-Európa-bajnokság
A 2000-es labdarúgó-Európa-bajnokságon az UEFA JB játékvezetőként foglalkoztatta.
| Időpont             | Helyszín                       | Mérkőzés típusa           | Mérkőzés                              | Eredmény | Nézők száma |
| ------------------- | ------------------------------ | ------------------------- | ------------------------------------- | -------- | ----------- |
| 1998. október 10.   | Bežigrad Stadion, Ljubljana    | előselejtező (2. csoport) | Szlovénia–Norvég labdarúgó-válogatott | 1 – 2    | 6 200       |
| 1999. szeptember 8. | Köztársasági Stadion, Chișinău | előselejtező (3. csoport) | Moldova–Törökország                   | 1 – 1    | 10 000      |

#### Nemzetközi kupamérkőzések

##### UEFA-kupa
| Időpont             | Helyszín                           | Mérkőzés típusa         | Mérkőzés                            | Eredmény |
| ------------------- | ---------------------------------- | ----------------------- | ----------------------------------- | -------- |
| 2000. augusztus 10. | Hidegkuti Nándor Stadion, Budapest | selejtező (1. mérkőzés) | MTK Hungária FC–Jokerit Helsinki FC | 1 – 0    |

## Sportvezetőként
Az aktív pályafutását befejezve FIFA JB keretében játékvezető ellenőrként szolgál.